# Сєща (селище)
Сє́ща (рос. Сеща) — селище в Дубровському районі Брянської області, Росія. Входить до складу муніципального утворення Сещинське сільське поселення.
Населення селища становить 1443 особі (2009; 5140 осіб в 2002).
В селищі базується авіаційний полк літаків МО РФ.

## Історія
Від 2005 року входить до складу муніципального утворення Сещинське сільське поселення.

## Географія
Селище розташоване в межиріччі Сєщі, притоки Десни, та Уси, притоки Іпуті. Знаходиться за 12 км на північний захід від селища Дубровка, залізнична станція Сєщанська.

## Населення
| 2002 | 2010  | 2013  |
| ---- | ----- | ----- |
| 5140 | ↘4495 | ↘4310 |

## Освіта та культура
В селищі діють школа, молодіжний центр «Дружба», пошта, телеграф.

## Російсько-українська війна
У 2023 році під час російсько-української війни з аеродрому Сєща ЗС РФ атакують атакували Україну дронами-камікадзе.

## Видатні місця
- Пам'ятник героям підпілля
- Музей підпілля
- Меморіальний комплекс Слави